# Storfamilie
En storfamilie består af flere kernefamilier, for eksempel et forældrepar med voksne sønner eller døtre og disses ægtefæller og børn. 
En storfamilie er som regel en produktionsmæssig enhed, der for eksempel dyrker jorden og har dyrehold og hvor arbejdet fortrinsvis udføres af husholdets egne medlemmer.